# Ocean 2 – The Answer
Ocean 2 – The Answer ist das sechzehnte Studioalbum der deutschen Progressive-Rock- und Artrock-Band Eloy. Das Konzeptalbum ist die Fortsetzung des Albums Ocean von 1977 und erschien 1998 unter dem Label Gun Records.

## Musikstil
Das Album basiert auf ähnlichen Stilelementen wie Eloys Hit-Album Ocean, hat im Vergleich zu diesem jedoch einen viel moderneren Sound. Geblieben sind Ähnlichkeiten mit der Musik Pink Floyds, wie der an Shine On You Crazy Diamond erinnernden Sologitarre zu Synthesizer-Akkorden, oder dem Uhrengeläut des Eröffnungstracks.

## Entstehungsgeschichte
Mit diesem Album stieß Bodo Schopf von der Michael Schenker Group zur Stammbesetzung von Eloy am Schlagzeug hinzu. Das Album wurde von August 1997 bis Juli 1998 im Horus Studio in Hannover aufgenommen. Der stellenweise 360 Stimmen umfassende Chorgesang des finalen Titels The Answer wurden in Prag unter Beteiligung des Prager Philharmonischem Chores aufgenommen.
Das Coverart des Albums stammt von Wojtek Siudmak.
Im Dezember 1998 folgte eine Tournee durch sechs deutsche Großstädte.

## Besetzung
- Frank Bornemann: E-Gitarre, Gitarre, Gesang
- Michael Gerlach: Keyboards, Synthesizer
- Klaus-Peter Matziol: E-Bass
- Bodo Schopf: Schlagzeug, Perkussion

### Gastmusiker
- Steve Mann: Slidegitarre auf The Answer
- Susanne Schätzle: Begleitgesang
- Tina Lux: Begleitgesang
- Hannes Folberth: Moog Minimoog auf Ro Setau
- Volker Kuinke: Flöte auf Paralysed Civilization, Waves of Intuition, und The Answer
- Peter Beckett, Tom Jackson: Chor auf The Answer
- Daniela Wöhler, Frederike Stübner, Susanne Moldenhauer: Sopran auf The Answer
- Prager Philharmonischer Chor: auf The Answer

### Technik
- Produktion: Frank Bornemann
- Tontechnik: Gerhard „Anyway“ Wölfle

## Titelliste
| Nr.          | Titel                               | Text         | Musik                       | Länge |
| ------------ | ----------------------------------- | ------------ | --------------------------- | ----- |
| 1.           | Between future and past             | Bornemann    | Gerlach                     | 2:43  |
| 2.           | Ro setau                            | Bornemann    | Bornemann                   | 7:09  |
| 3.           | Paralyzed civilization              | Bornemann    | Bornemann, Gerlach          | 9:28  |
| 4.           | Serenety                            | Bornemann    | Bornemann, Matziol, Gerlach | 3:09  |
| 5.           | Awakening of conciousness           | Bornemann    | Bornemann, Gerlach          | 6:03  |
| 6.           | Reflections from the spheres beyond | Bornemann    | Bornemann, Gerlach          | 12:59 |
| 7.           | Waves of intuition                  | Bornemann    | Bornemann, Matziol          | 4:56  |
| 8.           | The Answer                          | Bornemann    | Bornemann                   | 11:19 |
| Gesamtlänge: | Gesamtlänge:                        | Gesamtlänge: | Gesamtlänge:                | 57:50 |